# Grand Anse (St. Lucia)
Grande Anse (französisch für „Große Bucht“, auch: Grand Anse Palmiste, Grand Palmiste Bay) ist eine Bucht auf der Westindischen Insel St. Lucia in der Karibik und ein gleichnamiger Ort und eine Plantage.

## Geographie
Der Strand liegt im Nordosten der Insel im Distrikt Gros Islet, unterhalb (östlich) des Ortes Boguis bzw. Marquis. Die Bucht wird begrenzt von Tanti Point im Norden und Tortue Point im Süden. Der Strand ist für die Verhältnisse von St. Lucia sehr langgestreckt und gerade. Die benachbarten Buchten sind Petite Anse mit der Mündung des Petite Anse River im Norden und die Anse La Sorcière mit der Mündung des Sorcière River im Süden. Die Bucht soll Teil des neuen Nationalparks werden. 
Die Bucht ist sehr abgelegen, und Lederschildkröten kommen zur Eiablage von März bis August in die Bucht.